# Amy Dumas
Amy Christine Dumas (Fort Lauderdale (Florida), 14 april 1975), beter bekend als Lita, is een Amerikaans professioneel worstelaar en zangeres die sinds 2007 actief is in de World Wrestling Entertainment. Ze was eerder reeds lid van de federatie van 1999 tot 2006. Lita wordt beschouwd als een van de grootste vrouwelijke worstelaars aller tijden.
Dumas heeft in haar vroege carrière gewerkt voor organisaties zoals Consejo Mundial de Lucha Libre (CMLL), Maryland Championship Wrestling (MCW) NWA-Mid Alantic en Extreme Championship Wrestling (ECW), waar zij onder andere Matt & Jeff Hardy leerde kennen waarmee zij samen later groot succes boekte in de World Wrestling Federation (WWF).
Lita is een 4-voudig WWE Women's Championship, waarvan ze de eerste won bij een aflevering van Raw Is War op 21 augustus 2000 in een wedstrijd tegen Stephanie McMahon-Helmsley. Tevens won Lita de allereerste vrouwelijke Battle Royal-wedstrijd. In 2014 werd ze opgenomen in de WWE Hall of Fame.
Naast het worstelen heeft Lita ook een carrière als zangeres. In 2006 vormde ze The Luchagors, een punkrockband. De band heeft een album uitgebracht op 11 september 2007.

## Professioneel worstel-carrière

### Vroege carrière (1997–1999)
Dumas ging tijdens haar jeugd naar veel verschillende scholen, en maakte haar middelbare school zes maanden voor het officiële eindexamen af. Ze was altijd een uitmuntende zwemster en bovendien erg goed in judo. Voordat Dumas een worstelaar werd, speelde ze basgitaar in een band genaamd "3 Card Trick", en was ze 5 jaar lang de roadie voor een andere band "7 Seconds". Ze heeft ook Spaans gestudeerd gedurende drie jaar. Om haar worsteltraining te bekostigen werkte ze als stripper met de bijnaam Misty.
Dumas raakte voor het eerst geïnteresseerd in worstelen nadat ze de Mexicaanse luchador Rey Mysterio had zien worstelen tijdens een aflevering van WCW's WCW Monday Nitro samen met haar toenmalige vriendje, die een fanatiek worstelfan was, reisde ze naar Mexico om het worstelen te leren, waar ze diverse worstelaars tegenkwam, zoals Yoshihiro Tajiri, Val Venis, Essa Rios, Super Crazy en Chris Jericho. Tijdens haar verblijf in Mexico trainde Dumas onder verscheidene worstelaars, waaronder Kevin Quinn, Miguel Perez en Ricky Santana. Nadat ze haar training had afgerond maakte Dumas een aantal verschijningen voor de Empresa Mexicana de la Lucha Libre, en werkte ze tien dagen voor een promotie in Peru.

### Extreme Championship Wrestling (1999)
Na haar terugkeer in de Verenigde Staten werkte Dumas als een valet in het onafhankelijke worstelcircuit onder de ringnaam Angelica, waarbij ze op een bepaald moment Christopher Daniels managede. In de lente van 1999 werd ze benaderd door Paul Heyman, de eigenaar en boeker van ECW, de toen op twee na grootste promotie in de Verenigde Staten. Dumas debuteerde voor ECW als Miss Congeniality, het vriendinnetje op televisie van Danny Doring. Dumas gebruikte later weer de naam Angelica en maakte haar debuut op 18 juli 1999 tijdens het pay-per-view evenement "Heat Wave".
Dumas werd voorgesteld aan de worstelaar Dory Funk Jr. door ECW worstelaar Robert Szatkowski, waarna Funk haar uitnodigde om bij zijn worstelschool te komen trainen, the Funkin' Conservatory. Dumas trainde daar samen met 23 mannen, en vroeg aan Funk om haar niet anders te behandelen dan elke andere leerling. Ze slaagde in augustus 1999 en keerde hierna terug naar de ECW. Ondertussen hadden Funk en zijn vrouw een video samengesteld van Dumas en deze naar de World Wrestling Federation verzonden. De WWF was onder de indruk en op 1 november 1999 tekende Dumas een ontwikkelingscontract. Ze maakte haar laatste ECW verschijning op 23 oktober 1999.

### World Wrestling Federation/Entertainment

#### 1999-2000
Nadat ze haar talenten had laten zien in het opleidingscentrum Memphis Championship Wrestling, kreeg Dumas de ring naam Lita en werd ze gekoppeld aan luchador Essa Rios. Lita en Rios maakten hun WWF debuut op 13 februari 2000 tijdens een aflevering van Heat, waarbij Rios, Gillberg versloeg om het WWF Light Heavyweight Championship te winnen. Lita assisteerde Rios in zijn wedstrijden door zich te mengen in de wedstrijd, waarbij ze vaak zijn moves nadeed direct nadat hij ze had uitgevoerd op een tegenstander. Het duo was verwikkeld in een korte verhaallijn met Eddie Guerrero en Chyna waarbij Lita, Chyna haar de jurk afrukte die ze droeg naar Guerrero's bal.
De spanning steeg tussen Rios en Lita in mei 2000 nadat Lita, Rios vond terwijl hij zich inliet met The Godfather en zijn dames, waarna Rios zich uiteindelijk tegen haar keerde nadat ze hem per ongeluk een match had gekost. Lita bleef de klappen van Rios bespaard dankzij de Hardy Boyz (Matt Hardy en Jeff Hardy), het trio vormde hierna de stable die bekendstond als Team Xtreme. Als een lid van Team Xtreme ontwikkelde Lita een meer "alternatief" imago, waarbij ze haar broeken vaak laag op haar heupen droeg om zo haar string vrij te laten.
In juni 2000 begon Team Xtreme een feud met T & A, doordat Lita in een rivaliteit raakte met de manager van T & A, Trish Stratus. De feud eindigde kort na Fully Loaded waarbij Lita, Stratus pinde in een six person intergender tag team match. Onmiddellijk volgend op de feud met Stratus begon Lita een feud met WWF Women's Champion Stephanie McMahon-Helmsley. In het main event van de aflevering van RAW is WAR op 21 augustus 2000 versloeg Lita. Stephanie om het Women's Championship te winnen. Ze werd de eerste Frans-Amerikaanse en Spaans-Amerikaanse die de titel won.
Lita behield de titel voor 73 dagen, waarbij ze uitdagers zoals Ivory en Trish Stratus versloeg. Tijdens de aflevering van RAW is WAR op 9 oktober 2000 behield Lita haar titel in een Hardcore match met Jacqueline. In het verloop van haar titelperiode raakte Lita betrokken bij de feud tussen de Hardy Boyz en Edge en Christian. Als wraak voor haar regelmatige inmenging in hun matches, waren Edge en Christian betrokken in het verlies van haar titel, toen ze Ivory hielpen om haar te verslaan in een Four Way match op 2 november 2000 tijdens SmackDown!. Lita probeerde de titel verschillende keren terug te winnen, door te worstelen tegen Ivory tijdens Survivor Series en Rebellion, maar werd bij elke poging opgehouden door Steven Richards, de mentor van Ivory. De rest van dat jaar was ze verwikkeld in een feud met Dean Malenko, op een gegeven moment daagde ze hem zelfs zonder succes uit voor zijn WWF Light Heavyweight Championship.

#### 2001-2002
Lita zette haar verhaallijnen met Dean Malenko voort in het begin van 2001 en tijdens de aflevering van RAW is WAR op 19 februari 2001 versloeg ze hem in een singles match met assistentie van Matt Hardy. Na afloop van de match kusde Hardy, Lita en heirmee begon hun on-screen relatie. Het stel worstelde in verschillende intergender tag team matches tijdens het begin van dat jaar.
Volgend op een korte feud tussen Team Xtreme en The Two-Man Power Trip in april 2001 begon Lita opnieuw aan haar jacht voor het WWF Women's Championship. Ze daagde Women's Champion Chynauit voor Judgment Day op 20 mei 2001 maar werd verslagen. In diezelfde maand begon wijlen Eddie Guerrero zich naast de Hardy Boyz te scharen. Een angle tussen Guerrero en Lita werd afgebroken omdat Guerrero naar een afkick kliniek moest.
In juli 2001 vormden Lita en Trish Stratus een team om tegen Stacy Keibler en Torrie Wilson, leden van The Alliance van ECW en WCW te vechten. Tijdens de Invasion op 22 juli 2001 versloegen Lita en Stratus, Keibler en Wilson in een tag team "bra and panty's" match. Tijdens de Invasion hadden Lita, Stratus en Jacqueline een feud met de Alliance leden Keibler, Wilson, Ivory en Mighty Molly. De Invasion storyline eindigde op 18 november 2001 tijdens de Survivor Series, waar Lita deelnam aan een zes-woman challenge voor het WWF Women's Championship, die beschikbaar was gesteld door Chyna eerder dat jaar. De match werd gewonnen door Stratus.
In het einde van 2001 begonnen de Hardy Boyz een feud met elkaar. Lita was de scheidsrechter in een match tussen hen tijdens Vengeance op 9 december 2001 die werd gewonnen door Jeff, waarbij Lita niet opmerkte dat Matt zijn been op de touwen had liggen tijdens Jeffs succesvolle pin-poging. Tijdens de volgende aflevering van RAW versloeg Matt, Lita en Jeff in een handicap match, net nadat hij Lita had verteld dat zowel hun relatie als the Hardy Boyz over waren.
Lita begon hierna Jeff Hardy naar de ring te vergezellen voor zijn matches, waarbij de twee impliciet betrokken waren in een on-screen relatie. Tijdens de aflevering van RAW op 17 december 2001 werden zowel Jeff en Lita aan de kant gezet met een (kayfabe) blessure volgend op een gewelddadige titel match tussen Jeff en WWF Hardcore Champion The Undertaker. De blessure van zowel zijn broer als zijn ex-vriendin leidde tot de hereniging tussen de leden van Team Xreme en Tijdens de aflevering van SmackDown! op 20 december 2001 vocht Matt Hardy tegen The Undertaker, maar raakte ook geblesseerd. Alle drie de leden van Team Xtreme werden van WWF televisie gehaald voor een aantal weken, wat journalist Dave Meltzer weet aan een gebrek aan verhaallijnen voor het trio. Hoofd van Talent Relations Jim Ross verklaarde in een interview dat het verwijderen van Team Xtreme van televisie, was om het mogelijk te maken voor hen "om hun batterijen op te laden".
The Hardy Boyz namen deel aan de Royal Rumble in 2002 en samen met Lita keerden ze terug naar WWF televisie in februari 2002. Lita hervatte haar pogingen voor het WWF Women's Championship in maart 2002 en maakte haar WrestleMania debuut, tijdens WrestleMania X8 in een three way titel match waarbij Jazz haar titel behield door Lita te pinnen.
Op 6 april 2002 kreeg Lita last van een blessure die een zweepslag leek te zijn, toen ze een vechtscène filmde voor een rol in de laatste aflevering van een seizoen van het televisieprogramma Dark Angel. Nadat ze een CAT-scan had ondergaan, werd onthuld dat Lita drie breuken in haar C5- en C6-wervels had, waarbij een operatie nodig was. Op 30 april 2002 onderging Lita een nekoperatie door Dr. Lloyd Youngblood in San Antonio, Texas, waarbij een deel van haar heup werd gebruikt om haar C5- en C6-wervels aan elkaar te maken. Lita bracht de rest van het jaar door buiten de ring om te herstellen, maar maakte wel verschijningen op WWE HEAT als een colorcommentator vanaf oktober 2002.,

#### 2003-2004
Lita verscheen tijdens de aflevering van RAW op 21 april 2003 waar ze ontslagen werd van haar positie als Sunday Night Heat color commentator door de General Manager Eric Bischoff nadat ze had geweigerd om op zijn avances in te gaan en zijn verzoek dat ze in de voetstappen van Torrie Wilson zou stappen en zou gaan poseren voor de Playboy. Ze keerde terug naar de ring na een afwezigheid van 17 maanden op 15 september 2003 tijdens een aflevering van RAW waarbij ze Trish Stratus redde uit de handen van Mighty Molly en Gail Kim die haar in elkaar wilden slaan (co-general manager Stone Cold Steve Austin legde later uit aan Eric Bischoff dat hij Lita opnieuw had aangenomen). Lita en Stratus versloegen Holly en Kim in een tag team match op 21 september 2003 tijdens Unforgiven 2003. Lita had een feud met Holly tot het einde van 2003 waarbij ze haar ook onsuccesvol uitdaagde voor het Women's Championship op 11 november 2003 tijdens de Survivor Series.
Tijdens de aflevering van RAW op 17 november 2003 werden Lita en Matt Hardy herenigd nadat Hardy van SmackDown! naar RAW verhuisde. Nadat het leek of Hardy haar ten huwelijk wilde gaan vragen interrupeerde Holly en daagde Lita en Hardy uit om tegen haar en Bischoff te vechten in een intergender tag team match later die avond (waaraan Bischoff later de voorwaarde toevoegde dat Lita een titel shot zou krijgen als ze won, maar ontslagen zou worden als ze verloor). Hardy en Lita verloren de match nadat Hardy weigerde om deel te nemen in de match, waarbij Hardy, Lita verraadde omdat ze egoïstisch was teruggekeerd naar RAW in plaats van SmackDown! en zo liet zien dat ze meer gaf om het Women's Championship dan om hem. Lita werd later die avond opnieuw aangenomen toen Christian haar informeerde dat hij Bischoff had overgehaald om haar opnieuw aan te nemen. Een week later verloor Lita van Victoria in de eerste vrouw tegen vrouw steel cage match die op RAW werd gehouden.
Terwijl het leek alsof Lita en Christian een relatie kregen, gebeurde dit ook tussen Stratus en Chris Jericho. Op 1 december 2003 tijdens een aflevering van RAW werd echter onthuld dat Christian en Jericho een weddenschap met elkaar hadden over wie als eerste Lita of Stratus zou versieren. Deze onthulling leidde tot een feud tussen Lita en Stratus met Christian en Jericho, waarbij de mannen wonnen in de "Battle of the Sexes"-matches tijden Armageddon 2003 op 14 december 2003 en op de opvolgende aflevering van RAW.
Lita nam deel in de women's division gedurende het begin van 2004 waarbij ze een Battle royal won om de number one contender van het Women's Championship te winnen op 5 april 2004 tijdens een aflevering van RAW. Victoria versloeg Lita om het Women's Championship te behouden tijdens Backlash op 18 april 2004. Lita werd herenigd met Matt Hardy tijdens de aflevering van RAW op 19 april 2004 toen Hardy werd aangevallen door Kane in een poging om hem tegen te houden omdat hij Lita pijn wou doen. In de daarop volgende weken viel Kane meerdere malen Hardy aan en probeerdeKane, Lita te verleiden, waarbij hij Eric Bischoff zelfs overtuigde om haar een titel kans te geven tijdens Bad Blood op 13 juni 2004.
Tijdens de aflevering van RAW op 14 juni 2004 onthulde Lita dat ze zwanger was. Een week later leek het opnieuw alsof Hardy Lita ten huwelijk zou vragen, maar het voorstel werd geïnterrumpeerd door Kane, die claimde dat hij, en niet Hardy, de vader van Lita's kind was, omdat Lita met hem had geslapen om Kane te overtuigen om Hardy niet meer aan te vallen. Twee maanden later werd onthuld dat Kane inderdaad de vader was. Hardy en Kane hadden een feud voor meerdere maanden, wat eindigde in een "'Till Death do Us Part" match op 15 augustus 2004 tijdens SummerSlam, met de voorwaarde dat Lita verplicht zou zijn om met Kane te trouwen als Hardy zou verliezen. Kane won de match wat leidde tot een huwelijk tussen hem en een huiverige Lita tijdens de aflevering van RAW op 23 augustus 2004. Ondanks dat ze getrouwd was met Kane, werkte Lita hem tegen in zijn matches door zijn tegenstanders te helpen. Tijdens de aflevering van RAW op 13 september 2004 kreeg Lita een miskraam nadat Gene Snitsky Kane sloeg met een stoel waardoor hij op Lita viel. De miskraam leidde ertoe dat Lita en Kane samenspanden om wraak te nemen op Snitsky.
Toen de zwangerschaps-angle over was keerde Lita terug naar de women's divisie in november 2004. Zij daagde Trish Stratus uit voor het Women's Championship en versloeg haar uiteindelijk om aan haar tweede titel periode te beginnen in het main event van de aflevering van RAW op 6 december 2004.

#### 2005-2006
Lita's tweede periode als Women's Champion eindigde op 9 januari 2005 tijdens New Year's Revolution waar ze werd verslagen door Trish Stratus. Tijdens de match kreeg Lita een echte blessure, door haar linker kniebanden te scheuren. Ze onderging een operatie door Dr. James Andrews op 20 januari 2005.
Lita keerde terug naar WWE televisie in maart 2005 waarbij ze Christy Hemme begeleidde in de voorbereiding voor haar titelmatch met Stratus tijdens WrestleMania 21. Ondanks Lita's coaching werd Hemme makkelijk verslagen door Stratus. De relatie tussen Lita en Kane duurde tot de aflevering van RAW op 16 mei 2005 toen Lita een heelturn had door Kane te bedriegen door zijn tegenstander, Edge te helpen om hem in de finale te komen van het WWE RAW Gold Rush Tournament. Tijdens de aflevering van RAW op 30 mei 2005 maakte Lita bekend dat ze een scheiding had aangevraagd en spoelde ze haar trouwring door de wc. Ze probeerde met Edge te trouwen op 20 juni 2005 tijdens RAW, maar de huwelijksceremonie werd onderbroken door Kane die op wraak uit was en van onder de ring verscheen. Sinds Lita's heel turn kleedt ze zich meer als Edge en droeg ze soms haar haar naar achteren en worstelde ze met een T-shirt aan. Ze is er ook mee gestopt om haar head bang pose te doen wanneer ze naar de ring loopt.
Lita en Edge hadden wat strubbelingen, waarbij bleek dat Lita haar vriend Matt Hardy bedroog met Edge, die tot dan toe een goede vriend was van de Hardy's. Kort na het incident werd Matt Hardy ontslagen door de WWE. Deze situatie werd snel bekend onder de fans en het publiek begon daarop bij WWE evenementen om Matt Hardy te roepen. De situatie werd uiteindelijk toegegeven door de WWE en in juli 2005 werd Hardy opnieuw ingehuurd door de WWE. Tijdens de aflevering van RAW op 1 augustus 2005 maakte de WWE Voorzitter Vince McMahon bekend dat Hardy opnieuw was ingehuurd en maakte bekend dat Hardy en Edge tegen elkaar zouden vechten tijdens SummerSlam. Edge versloeg Hardy tijdens SummerSlam en de twee mannen hadden een feud voor meerdere maanden. De feud eindigde op 3 oktober 2005 tijdens een aflevering van RAW toen Edge met assistentie van Lita, Matt Hardy versloeg in een Ladder match. Als voorwaarde voor deze match werd Matt Hardy gedwongen om RAW te verlaten als hij verslagen zou worden. Tot het einde van 2005 was Lita, Edge zijn valet.
Nadat Edge John Cena versloeg om het WWE Championship te winnen op 8 januari 2006 tijdens New Year's Revolution, maakte hij bekend dat hij en Lita het zouden vieren door seks te hebben in het midden van de ring tijdens de aflevering van RAW op 9 januari 2006. Bij deze viering zag men Lita en Edge zich uitkleden tot hun ondergoed voor ze zich terugtrokken onder de lakens van een bed dat midden in de ring stond. Het werd onderbroken door Ric Flair wat ertoe leidde dat Edge het bed verliet om met hem te vechten. Lita, die alleen werd achtergelaten kleedde zich haastig opnieuw aan voordat John Cena de ring in kwam en een F-U op haar uitvoerde.
Lita keerde terug naar de ring in een tag team match op 20 januari 2005 tijdens een "House Show" en maakte haar uitgezonden in-ring terugkeer tijdens de aflevering van RAW op 6 februari 2006 waarbij ze een team vormde met Edge verloren ze tegen Cena en Maria. Ze bleef Edge' manager tot het midden van 2006 waarbij ze zich regelmatig inmengde in zijn matches om hem te helpen tijdens zijn feud met Mick Foley. In mei 2006 voegde Foley zich bij Edge en Lita, waarbij het trio Foleys ECW rivalen Terry Funk, Tommy Dreamer en Beulah McGillicutty versloeg in een six person tag team match tijdens ECW One Night Stand. Tijdens de aflevering van Raw op 3 juli 2006 versloeg Lita, Torrie Wilson en hielp later Edge om John Cena en Rob Van Dam te verslaan in een Triple Threat match om het WWE Championship te herwinnen.
Tijdens de aflevering van Raw op 14 augustus 2006 versloeg Lita, Mickie James om haar derde Women's Championship te winnen door Mickie James te slaan met de titelriem terwijl Edge de scheidsrechter afleidde.

### Terugkeer naar World Wrestling Entertainment/WWE

#### 2010
Op 1 november 2010 was Lita kort te zien tijdens een aflevering van Raw.

#### 2011
Op 12 december 2011 was ze tijdens een show aanwezig om de Slammy uit te reiken voor de Divalicious Moment of the year.

## In worstelen
- Finishers
  - Lita DDT (Snap DDT)
  - Litasault (Moonsault)
  - Lita Bomb (Powerbomb of Spin-out Powerbomb)
  - Twist of Fate
  - Litacanrana (Duikende Hurricanrana)
- Signature moves
  - Headscissors Takedown
  - Een-benige Monkey Flip
  - Rear Naked Choke
  - Omgekeerde Twist of Fate
  - Suicide Dive
  - Superplex
  - Legdrop of headbutt in het kruis
  - Leg-feed enzuigiri
  - Snap Suplex
  - Knee drop (wanneer de tegenstander op het laatste touw is)
- Worstelaars gemanaged door Lita
  - El Dandy
  - Danny Doring
  - Amish Roadkill
  - Essa Rios
  - Matt Hardy
  - Jeff Hardy
  - Christy Hemme
  - Kane
  - Edge
  - Mick Foley

## Prestaties
- American Chronicles
  - Female of the Year (2006)
- Pro Wrestling Illustrated
  - Feud of the Year (2005) met Edge vs. Matt Hardy
  - Woman of the Year (2001)
- Pro Wrestling Report
  - Diva of the Year (2006)
- WWF/WWE
  - WWE Women's Championship (4 keer)
  - WWE Women's Championship Tournament (2006)
  - WWE Hall of Fame (Class of 2014)
- Wrestling Observer Newsletter
  - Worst Feud of the Year (2004) met Matt Hardy vs. Kane

## Persoonlijk leven
Vijf jaar had Amy Dumas een relatie met Matt Hardy. De relatie eindigde in februari 2005 nadat Hardy ontdekte dat Dumas vreemdgegaan was met WWE worstelaar Adam "Edge" Copeland, tot dan toe een goede vriend van de Hardy's.
Dumas staat bekend als een dierenvriend. In haar jongere jaren had ze vier eenden, en was ze vrijwilliger bij dierenasiels. In 2003 richtte ze de dierenorganisatie Amy Dumas Operation Rescue and Education (A.D.O.R.E.) op. Ze heeft drie honden gehad: Cody, die is overleden aan kanker in 2003, Mason, die doodging bij een auto-ongeluk en Lucas, die door Matt Hardy werd overgenomen na het einde van hun relatie. Dumas heeft momenteel een hond genaamd Louie.
Dumas' haar is van nature bruin, hoewel ze het rood heeft geverfd tijdens haar WWF/E carrière. Ze heeft een grote collectie tatoeages, waaronder het gezicht van een groene gargoyle op haar bovenste rechterbiceps, het woord "Punk" aan de binnenkant van haar onderlip en een Russisch woord in Cyrillische letters wat "Rebel" betekent op haar ondernek.
Dumas heeft een borstvergroting gehad aan het einde van 1999.

## Andere Media
Lita had de hoofdrol in de video en dvd uit 2001 Lita: It Just Feels Right. De video bevat discussies over Lita's carrière tot dat moment en tien van haar matches.
Lita's autobiografie, geschreven met Michael Krugman was getiteld Lita: A Less Traveled R.O.A.D. - The Reality of Amy Dumas en kwam uit in 2003. Het boek, dat op de bestsellerslijst van de New York Times stond, gaat over onderwerpen zoals haar familie, jeugd, worstelcarrière, haar relatie met Matt Hardy evenals haar nekoperatie en daaropvolgende herstelperiode.
In de WWF gebruikte Lita oorspronkelijk Essa Rios' entrancemuziek als ze de ring naderde. Toen ze Essa verliet en voor ze zich bij de Hardy Boyz voegde gebruikte Lita Electron, een productiethema dat later door Terri Runnels werd gebruikt. Ze gebruikte dit nummer, samen met dat van de Hardy Boyz, tot 2001, toen ze haar eigen entrancemuziek kreeg. Het lied, getiteld It Just Feels Right, was gecomponeerd door Jim Johnston en stond op de cd uit 2001 WWF The Music, Vol. 5. Lita kreeg later een nieuwe entrancemuziek gebaseerd op Johnstons compositie. Het lied, getiteld lovefurypassionenergy werd uitgevoerd door Boy Hits Car en stond op de cd uit 2002 WWF Forceable Entry. In toevoeging hierop nam Lita een liedje op genaamd When I Get You Alone dat verscheen op het album WWE Originals.